# 1928년 동계 올림픽 스피드스케이팅 남자 1500m
스위스 장크트모리츠에서 열린 1928년 동계 올림픽 스피드 스케이팅의 남자 1500m 종목은 1928년 2월 14일에 진행됐다.

## 메달리스트
| 금                       | 은                       | 동                           |
| 클라스 툰베르그 · 핀란드 | 베른트 에벤센 · 노르웨이 | 이바르 발란그루드 · 노르웨이 |

## 기록
이번 대회이전에 다음과 같은 세계 기록과 올림픽 기록이 세워져 있었다.
| 세계 기록   | 2:17.4(*) | 오스카르 마티센 | 다보스 (SUI) | 1914년 1월 18일 |
| 올림픽 기록 | 2:20.8    | 클라스 툰베르그 | 샤모니 (FRA) | 1924년 1월 27일 |

(*) 기록은 해발 1000m 이상 고도에서 치러졌고, 자연적으로 얼려진 얼음 위에서 기록되었다. 

## 결과
| 순위 | 선수                            | 기록   |
| ---- | ------------------------------- | ------ |
| 1    | 클라스 툰베르그 (FIN)           | 2:21.1 |
| 2    | 베른트 에벤센 (NOR)             | 2:21.9 |
| 3    | 이바르 발란그루드 (NOR)         | 2:22.6 |
| 4    | 로알드 라르센 (NOR)             | 2:25.3 |
| 5    | 에디 머피 (USA)                 | 2:25.9 |
| 6    | 발렌타인 바이얼러스 (USA)       | 2:26.3 |
| 7    | 어빙 재피 (USA)                 | 2:26.7 |
| 8    | 존 퍼렐 (USA)                   | 2:26.8 |
| 9    | 구스타프 안데르손 (SWE)         | 2:27.5 |
| 10   | 졸탄 에외트뵈스 (HUN)           | 2:27.9 |
| 11   | 프리츠 융블루트 (GER)           | 2:28.2 |
| 12   | 찰스 고르만 (CAN)               | 2:28.4 |
| 13   | 볼레르트 니그렌 (NOR)           | 2:28.7 |
| 14   | 알베르츠 룸바 (LAT)             | 2:28.9 |
| 15   | 토이보 오바스카 (FIN)           | 2:29.3 |
| 16   | 프리츠 모저 (AUT)               | 2:31.4 |
| 17   | 로스 로빈슨 (CAN)               | 2:32.3 |
| 18   | 시엠 헤이덴 (NED)               | 2:33.1 |
| 19   | 크리스트프리드 버마이스터 (EST) | 2:33.6 |
| 20   | 알렉산더 미트 (EST)             | 2:35.0 |
| 21   | 윌리 로건 (CAN)                 | 2:35.6 |
| 22   | 루돌프 리들 (AUT)               | 2:37.8 |
| 23   | 아서 볼슈테트 (GER)             | 2:39.9 |
| 24   | 시릴 호른 (GBR)                 | 2:40.0 |
| 25   | 켕스투티스 불로타 (LTU)         | 2:40.9 |
| 26   | 샤를 타온 (FRA)                 | 2:44.2 |
| 27   | 레오나르드 스튜어트 (GBR)       | 2:48.9 |
| 28   | 프레드릭 딕스 (GBR)             | 2:49.6 |
| 29   | 빔 코스 (NED)                   | 2:49.9 |
| –    | 베르텔 바크만 (FIN)             | DNF    |

## 범례
|  | 세계 신기록                  |  |                   | 아프리카 신기록 |                      | Q | 예선 통과 |
|  | 올림픽 신기록                |  | 북아메리카 신기록 | DNS             | 경기를 시작하지 않음 |   |           |
|  |                              |  | 아시아 신기록     | DNF             | 경기를 마치지 않음   |   |           |
|  | 국가 신기록                  |  | 유럽 신기록       | DSQ             | 실격                 |   |           |
|  | 개인 최고 기록 (개인 신기록) |  | 오세아니아 신기록 | WD              | 기권                 |   |           |
|  | 시즌 최고 기록 (시즌 신기록) |  | 남아메리카 신기록 | NM              | 기록 없음            |   |           |

## 참조
- 올림픽 공식 리포트보관됨 2010-12-17 - 웨이백 머신